# Monsters (Sophie and the Giants)
Monsters è un singolo della cantante britannica Sophie and the Giants, pubblicato il 21 aprile 2018.

## Tracce
1. Monsters – 2:30